# Paciornica pestkowcowa

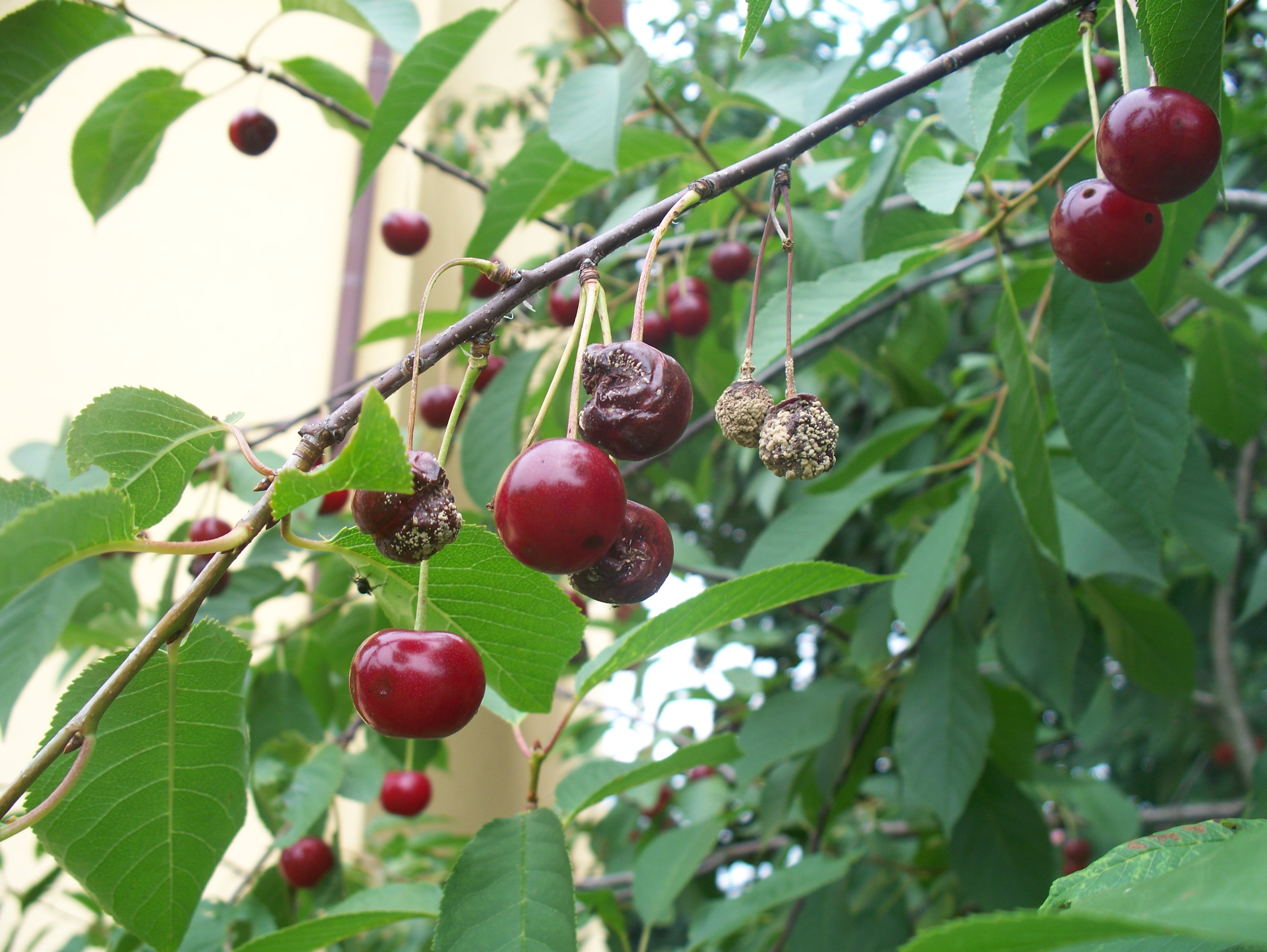
Monilioza na owocach wiśni

Paciornica pestkowcowa (Monilinia laxa (Aderh. & Ruhland) Honey) – gatunek grzybów z rodziny twardnicowatych (Sclerotiniaceae).

## Systematyka i nazewnictwo
Pozycja w klasyfikacji według Index Fungorum: Monilinia, Sclerotiniaceae, Helotiales, Leotiomycetidae, Leotiomycetes, Pezizomycotina, Ascomycota, Fungi.
Po raz pierwszy takson ten zdiagnozowali w 1905 r. Rudolf Aderhold i Wilhelm Otto Eugen Ruhland nadając mu nazwę Sclerotinia laxa. Obecną, uznaną przez Index Fungorum nazwę nadał mu w 1945 r. Edwin Earley Honey, przenosząc go do rodzaju Monilinia.
Niektóre synonimy:

- Acrosporium laxum (Ehrenb.) Pers. 1822
- Monilia cinerea Bonord. 1851
- Monilia laxa (Ehrenb.) Sacc. & Voglino 1886
- Oidium laxum Ehrenb. 1818
- Oospora cinerea (Bonord.) Sacc. & Voglino 1886
- Oospora laxa (Ehrenb.) Wallr. 1833
- Sclerotinia cinerea (Bonord.) J. Schröt. 1893
- Sclerotinia cinerea Wormald 1919
- Sclerotinia laxa Ehrenb.
- Sclerotinia laxa Aderh. & Ruhland 1905
- Stromatinia laxa (Ehrenb.) Naumov 1964
- Torula cinerea (Bonord.) Bonord. 1853
- Torula laxa (Ehrenb.) Rabenh. 1844[2].

Nazwa polska według M.A. Chmiel.

## Rozmnażanie
Przezimowuje w pseudosklerocjach na porażonych pędach rośliny, na pozostających na drzewie mumiach owoców oraz w pseudosklerocjach na opadłych na ziemię i gnijących owocach. Wiosną na sporodochiach w pseudosklerocjach wytwarzane są bezpłciowo zarodniki konidialne. Konidia te dokonują infekcji pierwotnej. Są bezbarwne i mają bardzo zróżnicowane rozmiary: 5–23 × 4–16 μm. W czasie sezonu wegetacyjnego powstaje ich kilka pokoleń, przy czym konidia powstające latem są dużo większe od wiosennych. Przy sprzyjającej pogodzie (duża wilgotność powietrza, deszcze) wnikają do kwiatów przez znamiona słupków lub pręciki. Rozwijająca się z nich grzybnia poraża cały wierzchołek pędu, a następnie pęd. Bardzo wyraźnie objawy wczesnej infekcji widoczne są na kwiatach wiśni, które zasychają, lecz nie opadają i pozostają długi czas na pędach. Stają się źródłem infekcji wtórnej. Powstałe na nich konidia zakażają owoce. Wnikają do nich przez uszkodzenia mechaniczne (np. pęknięcia powstałe w czasie deszczów) i tworzą jasnobrunatne, poduszeczkowate sporodochia. Wyrastają z nich trzonki konidialne z jednokomórkowymi zarodnikami o cytrynkowatym kształcie, dzięki którym szybko się rozprzestrzenia, zwłaszcza przy dużej wilgotności i dużej liczbie uszkodzonych owoców.
Rozmnażanie płciowe występuje bardzo rzadko, w polskich warunkach praktycznie nie spotyka się wcale i grzyb rozwija się jako anamorfa pod nazwą Monilia laxa. Owocniki typu apotecjum powstają tylko na mumiach, które dwukrotnie przezimowały. Mają brunatne zabarwienie, rozmiar 5–30 mm i wyrastają na trzonkach o wysokości 5–30 mm. Powstają w nich bezbarwne, jednokomórkowe askospory o rozmiarach 7–19 × 4,5–8,5 μm.

## Znaczenie
Pasożyt, atakujący głównie wiśnie, czereśnie i śliwy, rzadziej morele, brzoskwinie i leszczynę pospolitą. Wywołuje chorobę zwaną brunatną zgnilizną drzew pestkowych (moniliozą). Choroba ta powoduje duże szkody w sadach. Najsilniejsze objawy widoczne są na wiśniach.

## Gatunki podobne
Trudna do odróżnienia jest paciornica owocowa (Monilinia fructigena), która wywołuje brunatną zgniliznę drzew ziarnkowych. M. fructigena atakuje głównie owoce jabłoni i gruszy. W czasie dużej wilgotności powietrza (długotrwałe deszcze) następuje porażenie także kwiatów, pędów i gałęzi. Porażone pędy i gałęzie zamierają. M. fructigena atakuje jednak także drzewa pestkowe i wywołuje u nich brunatną zgniliznę drzew pestkowych. Najłatwiej gatunki te odróżnić po roślinie, na której występują, objawach jakie wywołują i sposobie rozwoju choroby. W praktyce sadowniczej rozróżnienie tych gatunków nie jest jednak konieczne, gdyż metody ich zwalczania są identyczne. Bardzo podobne morfologicznie są także Monilinia polystroma i Monilinia yunnanensis. Ich odróżnienie jest trudne i często daje niejednoznaczny wynik. Mikroskopowo gatunki te różnią się nieznacznie budową zarodników, średnicą i długością strzępek. Central Science Laboratories (CSL), York w Wielkiej Brytanii opracowało molekularne metody ich rozróżnienia.